# 萩原干拓
萩原干拓（はぎわらかんたく）は、千葉県印西市の大字。2017年10月31日現在の人口は0人。郵便番号270-1600。

## 地理
北は中、東は長門屋、南東は吉高干拓、南は吉高、西は萩原に隣接している。

## 施設
- 吉高揚排水機場
- 印旛沼土地改良区沼北部吉高機場